# Lineville (Iowa)
Lineville és una població dels Estats Units a l'estat d'Iowa. Segons el cens del 2000 tenia 273 habitants.

## Demografia
Segons el cens del 2000, Lineville tenia 273 habitants, 126 habitatges, i 75 famílies. La densitat de població era de 115,8 habitants/km².
Dels 126 habitatges en un 22,2% hi vivien nens de menys de 18 anys, en un 52,4% hi vivien parelles casades, en un 5,6% dones solteres, i en un 39,7% no eren unitats familiars. En el 36,5% dels habitatges hi vivien persones soles el 23,8% de les quals corresponia a persones de 65 anys o més que vivien soles. El nombre mitjà de persones vivint en cada habitatge era de 2,17 i el nombre mitjà de persones que vivien en cada família era de 2,82.
Per edats la població es repartia de la següent manera: un 22,3% tenia menys de 18 anys, un 4,8% entre 18 i 24, un 23,8% entre 25 i 44, un 17,2% de 45 a 60 i un 31,9% 65 anys o més.
L'edat mediana era de 44 anys. Per cada 100 dones de 18 o més anys hi havia 91 homes.
La renda mediana per habitatge era de 30.625 $ i la renda mediana per família de 35.357 $. Els homes tenien una renda mediana de 31.094 $ mentre que les dones 18.750 $. La renda per capita de la població era de 18.414 $. Entorn del 18,1% de les famílies i el 24% de la població estaven per davall del llindar de pobresa.

## Poblacions més properes
El següent diagrama mostra les poblacions més properes.